# Huaytapallana
Der Nevado Huaytapallana ist mit einer Höhe von 5557 m die höchste Erhebung des Gebirgsmassivs Cordillera Huaytapallana in Zentral-Peru. In der Quechua-Sprache heißt der Berg Waytapallana. Andere Bezeichnungen für den Berg sind Nevado Lasuntay und Cerro Jallacata. Der Berg ist nicht zu verwechseln mit dem Cerro Huaytapallana in der Cordillera Blanca.
Der Nevado Huaytapallana liegt 25 km nordöstlich der Stadt Huancayo an der Grenze der Distrikte Huancayo und Pariahuanca in der Provinz Huancayo (Region Junin). 
Der Nevado Huaytapallana ist vergletschert. Am Fuße des Berges liegen die Bergseen Laguna Chuspicocha (im Nordwesten), Laguna Lasuntay (im Südwesten), Laguna Portachuela (im Osten) sowie Laguna Pumacocha (im Nordosten). Nach Südosten führt ein Grat zum benachbarten Gipfel Nevado Yanaucsha (5530 m), nach Norden ein Grat über den Nevado Talves (5257 m) zum Nevado Chuspi (5346 m).
Seit 2011 ist der zentrale Teil des Gebirges Teil des regionalen Schutzgebietes Huaytapallana.